# Харбор-фронт центр

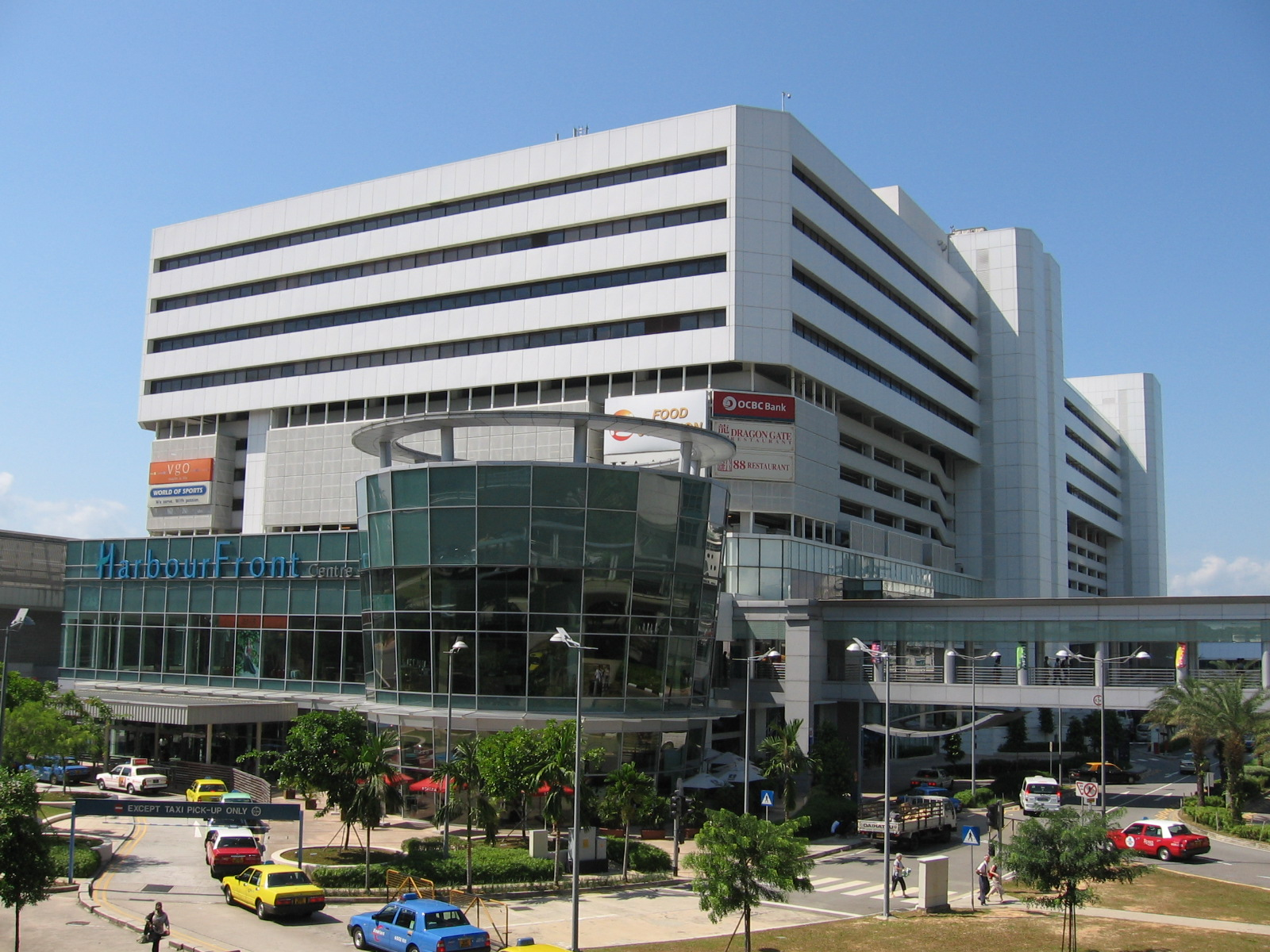
Харбор-фронт центр

Харбор-фронт центр, колишній Всесвітній торговий центр, — торговий центр і поромний термінал у Сінгапурі. Торговий центр є частиною комплексу, відомого як Харбор-фронт, який з’єднаний з VivoCity, найбільшим торговим центром країни. 

## Історія створення
Про плани будівництва Всесвітнього торгового центру вперше оголосила адміністрація порту Сінгапуру в 1973 році  ..Він був офіційно відкритий у 1977 році, і мав поромний термінал з маршрутами до сусідніх індонезійських портів, а також міста Батам і острова Бінтан, а також виставкові зали. 
У 1987 році у Всесвітньому торговому центрі відбувся конкурс Міс Всесвіт, переможницею якого стала Сесілія Болокко з Чилі . У ньому також розташовалось Почесне консульство Кот-д’Івуару на 9-му поверсі будівлі. 
Всесвітній торговий центр був реконструйований у січні 2000 року і знову відкритий як Харбор-фронт центр 20 червня 2003 року, одночасно зі станцією метро Харбор-фронт.  Прилеглі виставкові були знесені, а новий торговий центр VivoCity на цьому місці був відкритий у жовтні 2006 року.
Харбор-фронт центр напряму з’єднаний зі станцією метро Харбор-фронт північно-східної лінії, кільцевої лінії та Сінгапурським круїзним центром . Автобусний термінал Харбор-фронт розміщена навпроти. На захід від центру офісні будівлі Харбор-фронт тауер 1, Харбор-фронт тауер 2 та Кеппел-бей тауер. Станція канатної дороги Сентоса розташована у вежі Харбор-фронт тауер 2. Усі будівлі з'єднані з Харбор-фронт центр. 

## Зовнішні посилання
- Офіційний сайт